# Château de Labruguière
Le château de Labruguière est un château situé dans la commune éponyme dans le département du Tarn, en France et inscrit aux monuments historiques depuis le 13 juillet 1927.

## Situation
Le château est implanté sur un socle rocheux en bordure d'un plateau dominant la petite ville.

## Historique
Après une abbaye, un château fort est bâti au Xe siècle, servant de noyau à un village. Durant les guerres de religion, Labruguière est pris par Guillot de Ferrières, seigneur protestant local et fait soumission à Henri IV en 1591. Restauré fin XVIe siècle, début XVIIe siècle, le château occupait une partie des remparts.
La seigneurie passe par plusieurs familles et donne lieu à un rocambolesque procès intenté par le marquis du Lac en 1749. Ayant supprimé les privilèges, il réclamait son dû aux habitants. Un drapier persévérant, Bernard Dougalos, finit par avoir gain de cause en 1777 et le marquis doit rembourses les impôts indument perçus pendant vingt neuf ans.

## Description
Le logis est un long rectangle à la façade légèrement arrondie. Les fenêtres à meneau sont régulièrement espacées sur deux étages et des lucarnes sous la corniche du toit. 
L'inscription aux monuments historiques concerne une petite tour ronde en encorbellement qui prend corps au premier étage et dépasse la toiture d'un étage. Une tour carrée est intégrée au mur pignon et surplombe la toiture en ardoise. La récente restauration donne un air neuf un peu artificiel à l'ensemble.